# Municipio de Lancaster (condado de Butler)
El municipio de Lancaster (en inglés: Lancaster Township) es un municipio ubicado en el condado de Butler en el estado estadounidense de Pensilvania. En el año 2000 tenía una población de 2.511 habitantes y una densidad poblacional de 41.5 personas por km².

## Geografía
El municipio de Lancaster se encuentra ubicado en las coordenadas 40°51′30″N 80°07′34″O / 40.85833, -80.12611.

## Demografía
Según la Oficina del Censo en 2000 los ingresos medios por hogar en la localidad eran de $49,524 y los ingresos medios por familia eran $53,621. Los hombres tenían unos ingresos medios de $39,286 frente a los $25,962 para las mujeres. La renta per cápita para la localidad era de $21,845. Alrededor del 6,7% de la población estaban por debajo del umbral de pobreza.